# Lambrusco Salamino
Il Lambrusco Salamino è una varietà di vitigno rosso facente parte di una delle oltre 60 varietà della famiglia del Lambrusco. La sua uva è utilizzata per la produzione di vino spumante rosso e vino rosato (frizzante o spumante) nella regione italiana dell'Emilia-Romagna. 
All'inizio del XX secolo, l'ampelografo italiano Girolamo Molon distinse le sottovarietà Lambrusco Salamino a foglia verde, Lambrusco Salamino a foglia rossa e Lambrusco Salamino tenero sono ancora in uso. La varietà è autorizzata nella città metropolitana di Bologna e nelle province di Mantova, Modena e Reggio Emilia. Tuttavia, le uve utilizzate per il vino DOC Lambrusco Salamino di San Croce vengono raccolte solo in 11 comuni della provincia di Modena. 
La varietà è a maturazione tardiva e ha una resa elevata, garantendo costantemente alti rendimenti. I vini hanno un colore rosso intenso, sono ricchi di estratti e danno al vino Lambrusco la necessaria acidità. L'area coltivata negli anni 1990 era di circa 4.678 ettari. 

## Sinonimi
Il Lambrusco Salamino è anche conosciuto come Lambrusco a Raspo Rosso, Lambrusco di S. Croce, Lambrusco di Santa Croce, Lambrusco Galassi, Lambrusco Salamino e Foglia Rossa, Lambrusco Salamino a Foglia Verde, Lambrusco Salamino a Raspo Verde e Lambrusco Salamino Tenero.

### Caratteristiche varietali ampelografiche
Nell'ampelografia il portamento è descritto come segue: 
- La punta del tiro è aperta. È fortemente pelosa biancastra e dotata di un approccio cremisi. Le giovani foglie verdi sono una ragnatela di bronzo peloso e maculato (macchie di antocianine).
- Le foglie quasi pentagonali di medie dimensioni sono a cinque lobi e profondamente prenotate. Lo stelo è a forma di V aperto. La foglia è smussata. I denti sono di medie dimensioni rispetto ai vitigni. La superficie della foglia (detta anche lama) è difficilmente frizzante. In autunno, il fogliame diventa rossastro.
- L'uva più conica a cilindrica è solitamente portata sulle spalle, di piccole e medie dimensioni e dichtbeerig. Le bacche tondeggianti sono di medie dimensioni e di colore nero-bluastro. Il guscio della bacca è fermo.

Il Lambrusco Salamino matura 40 giorni dopo il Chasselas ed è quindi a maturazione estremamente tardiva. In Emilia-Romagna, le uve vengono vendemmiate fino a metà ottobre. La varietà vigorosa offre rese costantemente elevate, poiché la varietà è molto resistente alle malattie.